# Potamio de Braga
No se debe confundir con Potamio, obispo de Lisboa en el s. IV.
Potamio, llamado "el Penitente", fue obispo de Braga a mediados del siglo VII.
Debió ser consagrado antes del 653, pues consta su participación como obispo metropolitano de Braga en el VIII Concilio de Toledo celebrado este año en tiempos del rey Recesvinto. 
Durante su episcopado se produjo la reorganización de la provincia eclesiástica: las diócesis de Coímbra, Egitania, Caliabria, Viseu y Lamego, que hasta entonces habían sido sufragáneas de Braga, pasaron a serlo de Mérida, quedándose Braga como metrópoli solamente de las diócesis al norte del río Duero: Oporto, Tuy, Iria, Orense, Lugo, Britonia y Astorga. 
Asistió también al X Concilio de Toledo del año 656, donde protagonizó un lamentable episodio: Potamio presentó ante los prelados allí reunidos una carta en la que se autoinculpaba de haber violado el voto de castidad, confirmando presencialmente su pecado entre sollozos; considerando la gravedad de su falta y su sincero arrepentimiento, los prelados asistentes al concilio dispusieron que fuera relevado de su dignidad episcopal y recluido a perpetuidad en un monasterio donde debería cumplir su penitencia en soledad. 
| Predecesor: Julián | Obispo de Braga 653 – 656 | Sucesor: Fructuoso |